# Buď v klidu, Scooby-Doo!
Buď v klidu, Scooby-Doo! (v anglickém originále Be Cool, Scooby-Doo!) je americký animovaný televizní seriál z produkce Warner Bros Animation, který je dvanáctým pokračováním animovaného seriálu Scooby-Doo společnosti Hanna-Barbera. 
Premiéra seriálu byla oznámena v březnu 2014 na Cartoon Network, ale seriál měl být původně vysílán na Boomerangu. Místo toho měl premiéru 5. října 2015 na Cartoon Network. Posledních jedenáct epizod bylo vysíláno v březnu 2018 na televizní síti Boomerang a v září téhož roku byly přidány i na jejich streamovací službu.

## Děj
Parta řešitelů záhad se rozhodne cestovat, hledat zábavu a dobrodružství během možná posledních společných letních prázdnin. Zdá se však, že je přitahují příšery, které způsobují chaos a objevují se téměř na každém rohu. Přesto se nenechají odradit od dokončení cesty a během ní vyřeší každou záhadu, na kterou narazí.

## Obsazení
- Frank Welker jako Scooby-Doo a Fred Jones
- Matthew Lillard jako Shaggy Rogers
- Grey DeLisle jako Daphne Blake
- Kate Micucci jako Velma Dinkley

## Epizody
| Sezony | Epizody | Epizody | Vysíláno          | Vysíláno             | Vysíláno        |
| Sezony | Epizody | Epizody | Poprvé odvysíláno | Naposledy odvysílano | Stanice         |
| ------ | ------- | ------- | ----------------- | -------------------- | --------------- |
| 1      | 26      | 20      | 5. října 2015     | 12. března 2016      | Cartoon Network |
| 1      | 26      | 6       | 20. června 2017   | 20. června 2017      | Boomerang       |
| 2      | 26      | 15      | 28. září 2017     | 22. prosince 2017    | Boomerang VOD   |
| 2      | 26      | 11      | 8. března 2018    | 18. března 2018      | Boomerang       |